# Janet Leighová
Janet Leighová, rodným jménem Jeanette Helen Morrisonová (6. července 1927 Merced – 3. října 2004 Los Angeles) byla americká herečka.

## Život

### Mládí
Narodila se 6. července 1927 jako jediné dítě Fredericka Roberta Morrisona a Helen Lity Morrisonové (rodným jménem Westergaardová). Krátce po jejím narození se rodina přestěhovala do Stocktonu, kde Janet žila a vyrůstala dalších 14 let. Rodina však byla poměrně chudá a její otec při tehdejší velké hospodářské krizi, rodinu sotva uživil.
Janet po celé dětství zpívala v místním kostelním sboru a rodiči byla vychovávána jako presbyteriánka. V roce 1941 se však rodina vrátila zpět do jejího rodného Mercedu za jejím dědečkem z otcovy strany, který vážně onemocněl. Ve Stocktonu však dál navštěvovala Weber Grammar School a později i Stockton High School, kde v roce 1943 v 16 letech absolvovala.

### Počátek kariéry
V roce 1946 byla tehdejší hollywoodská hvězda Norma Shearerová na dovolené v lyžařském středisku Sugar Bowl, v pohoří Sierra Nevada, kde pracovali Janetini rodiče. Právě zde si slavná herečka všimla fotografie Janet Leighové a po návratu do Los Angeles ji ukázala hledači talentů od studia Metro-Goldwyn-Mayer (MGM) Lewisi R. Wassermanovi, který tehdy 18 letou Janet nakonec pozval na kamerové zkoušky.

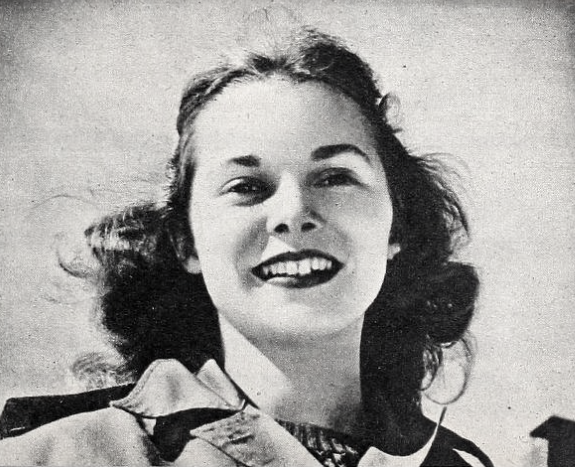
Fotografie Janet Leighové, která udájně velmi zapůsobila na Normu Shearerovou.

Přestože Janet neměla žádné herecké zkušenosti, studio s ní vyjednalo smlouvu a byla svěřena učitelce herectví Lillian Burnsové. Ještě před začátkem své herecké kariéry se objevila v rozhlasové show The Cresta Blanca Hollywood Players v roce 1946 a rok později se dočkala své první filmové role, rovnou ve velkorozpočtovém filmu The Romance of Rosy Ridge (1947). Během natáčení si také změnila jméno na Jeanette Reamesovou, ale brzy poté jej nahradila Janet Leighovou, o kterém však měla pocit, že by si ji veřejnost pletla s herečkou Vivien Leighovou, takže nakonec zůstala u svého rodného jména. Jméno Leighová se jí však líbilo, takže ho i přesto nakonec přijala a zůstalo jí až po zbytek kariéry. Během dalších dvou let si zahrála ve filmech jako If Winter Comes (1947), Hills of Home (1948) a Words and Music (1948) a koncem roku 1948 již byla oslavována jako „Nejkrásnější dívka Hollywoodu“. 
Během roku 1949 se objevila v další řadě filmů, a přestože většina z nich nebyla přímo kasovními trháky, získaly u kritiků poměrně dobré hodnocení. Stejně jako MGM verze Little Woman (1949), ve kterém si zahrála mj. po boku June Allysonové a Elizabeth Taylorové. Kritické uznání jí přinesl až snímek The Red Danube (1949) a brzy po něm začala pracovat na dobrodružném dramatu Josefa von Sternberga Jet Pilot (1957), ve kterém se objevila v hlavní roli po boku Johna Waynea. Neustálé úpravy řízené Howardem Hughesem však způsobily, že se film dočkal premiéry až osm let po dotočení.
Janet však v kariéře pokračovala dál a blýskla se ve velmi úspěšném snímku Angels in the Outfield (1951), který zaznamenal obrovský komerční úspěch. Téhož roku byla zapůjčena i studiu RKO Pictures, pro které natočila muzikál Two Tickets to Broadway (1951), který byl též veřejností i kritiky dobře přijat. Další úspěšný snímek Scaramouche natočila v roce 1952 a ten následovala ještě lepší komedie Fearles Fagan, natočena také v roce 1952.
V následujícím roce svými výkony dokázala z nízkorozpočtového westernu Odhalená stopa udělat jeden z nejvýdělečnějších filmů roku a také byla opět zapůjčena dalšímu konkurenčnímu studiu, studiu Paramount, pro které natočila celovečerní drama Houdini a následně se objevila i v muzikálu Walking My Baby Back Home studia Universal. Po dalších čtyřech filmech však s MGM ukončila smlouvu a dále se zavázala k natočení čtyř snímků pro Universal Pictures, kde pracoval její manžel a herec Tony Curtis. Zároveň také uzavřela smlouvu se studiem Columbia Pictures, pro které měla natočit každý rok po jednom snímku.

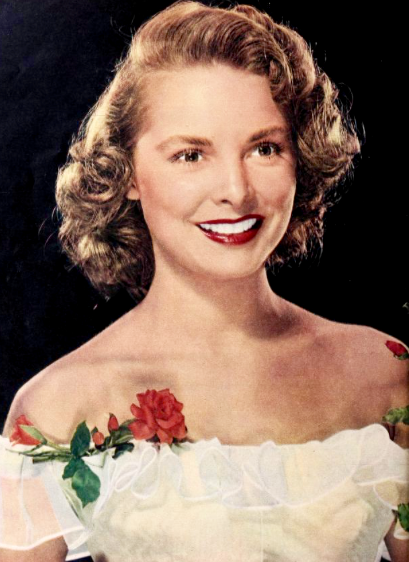
Janet Leighová (1950)

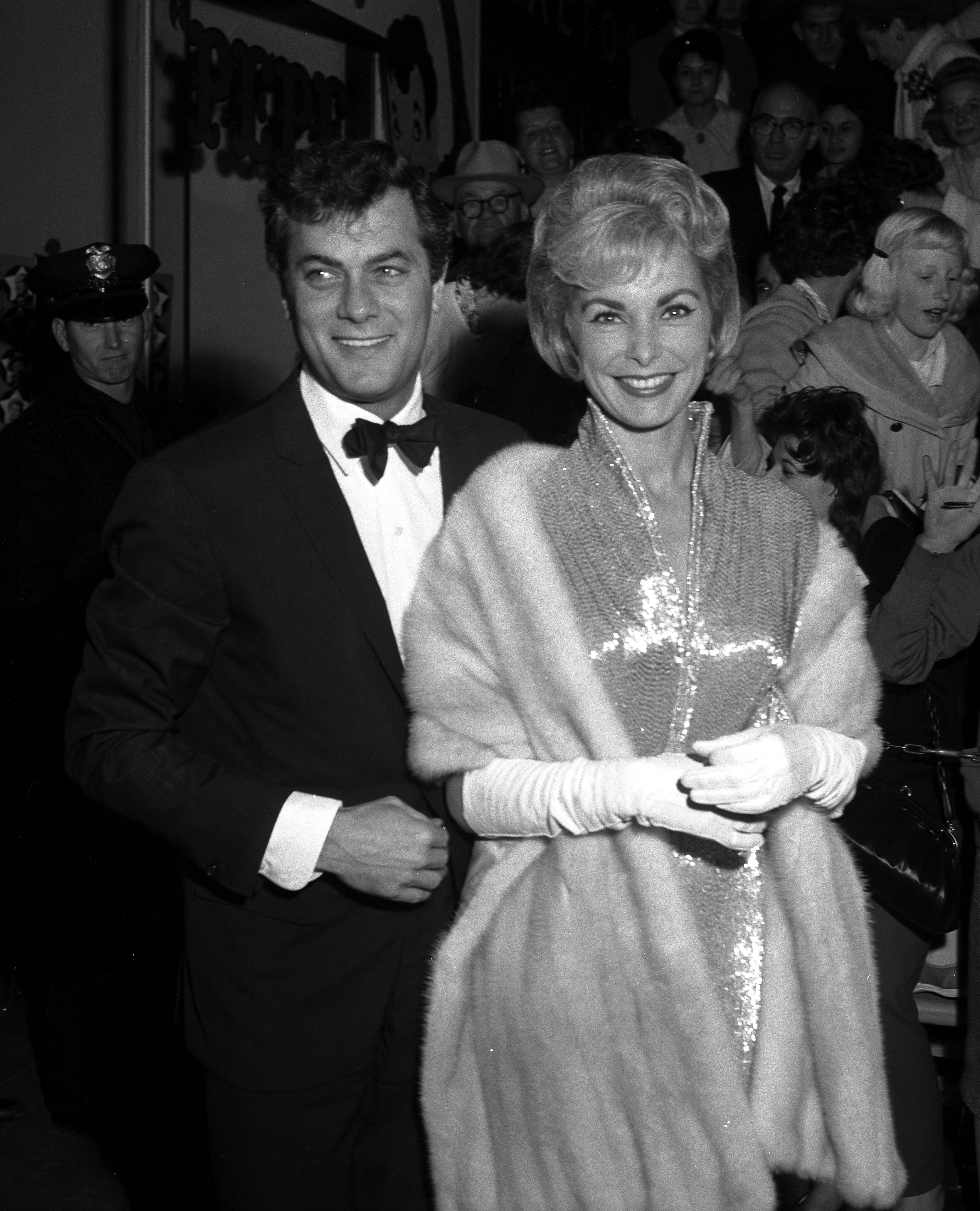
Janet Leighová se svým třetím manželem Tony Curtisem.

### Pozdější kariéra
V roce 1955 se svým manželem také založila vlastní nezávislou filmovou produkční společnost Curtleigh Productions a po filmu Safari (1956) pro Columbii se jí narodila první dcera Kelly Curtisová. O rok později debutovala v epizodě televizního seriálu Schlitz Playhouse of Stars a dočkala se i uvedení svého filmu Jet Pilot z roku 1949.
V roce 1958 si zahrála v klasickém film-noiru režiséra Orsona Wellese Dotek zla, na který o dva roky později navázala mysteriózním hororem Psycho (1960), jež jí vynesl Zlatý glóbus pro nejlepší herečku ve vedlejší roli i nominaci na Oscara. V roce 1958 však hrála ještě v dalším velkém trháku Vikingové, který produkoval Kirk Douglas za studio United Artists. Film nakonec vydělal přes 13 milionů dolarů.
Posledním filmem, ve kterém si Janet zahrála po boku svého manžela se stal muzikál Pepe (1960) a o dva roky později při natáčení filmu Mandžuský kandidát požádal Tony Curtis o rozvod. Ten se uskutečnil 14. září 1962 avšak hned následující den se Janet provdala za makléře Roberta Brandta. Krátce poté pozastavila svou kariéru a dala si tříletou pauzu, při které také odmítla několik rolí (mj. i roli Simone Clouseauové v Růžovém panterovi (1963)). K filmu se opět vrátila v roce 1966 a hned se objevila v několika dalších filmech. Například ve westernu Kid Rodelo (1966), po němž následoval krimi thriller Harper (1966), ve kterém si zahrála i po boku Paula Newmana.
Od 70. let se zaměřila spíše na televizí produkci a po dobu dvou měsíců hrála i na Broadwayi. V pozdějších letech napsala také několik (nejen) autobiografických knih a během 80. let si také zahrála v pár filmech i seriálech se svou dcerou Jamie Lee Curtisovou. Jejím posledním filmem se stala komedie Bad Girls from Valley High (2005).
Janet Leighová zemřela 3. října 2004 po dlouhém onemocnění vaskulitidou ve věku 77 let.

## Zajímavosti
- Ve filmu Psycho (1960) je Janet Leighová zavražděna ve sprše, z čehož byla po natáčení natolik traumatizovaná, že se po zbytek života sprchám striktně vyhýbala. Scéna její vraždy je však považována za jednu z nejvíce ikonických scén filmové historie.

## Filmografie (výběrová)

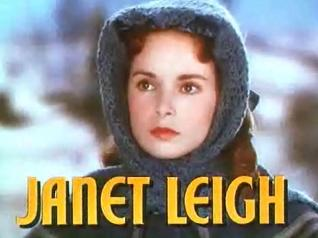
Janet Leighová ve filmu Little Woman (1949)

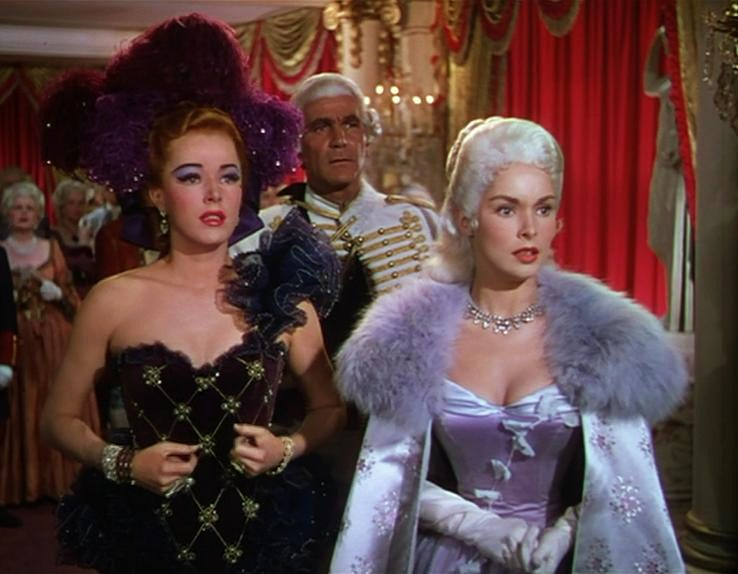
Janet Leighová (vpravo) ve filmu Scaramouche (1952)

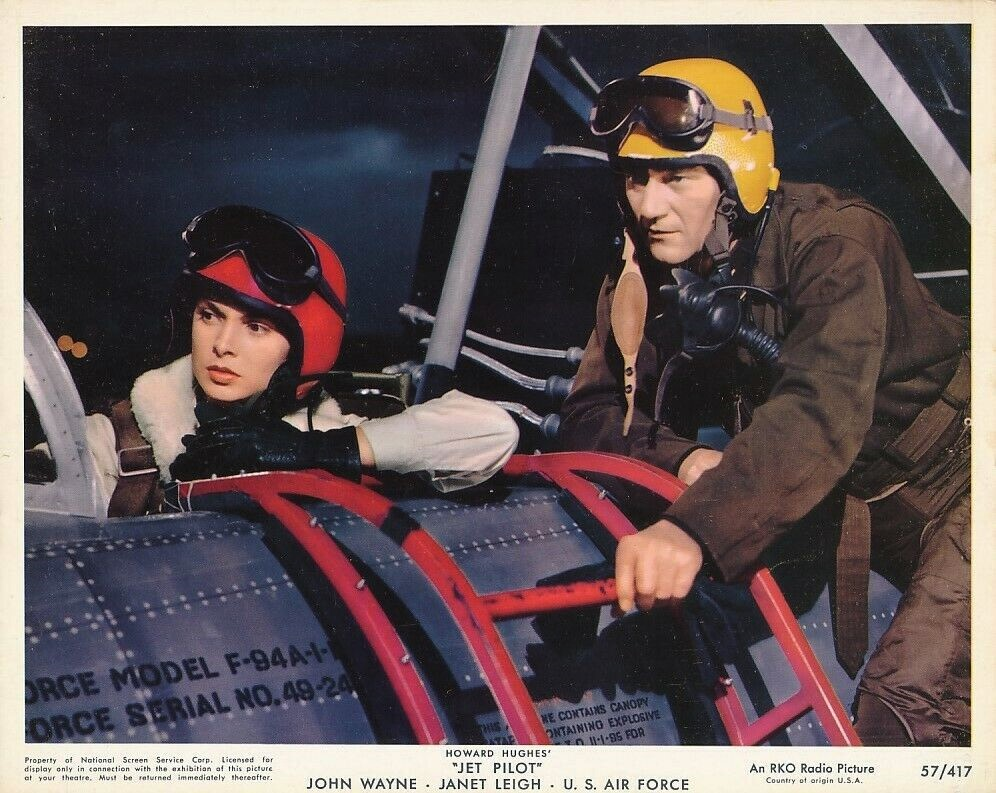
Janet Leighová a John Wayne ve filmu Jet Pilot (1957)

- 1949 Little Woman (režie Mervyn LeRoy)

- 1949 Holiday Affair (režie Don Hartman)
- 1951 Angels in the Outfield (režie Clarence Brown)
- 1951 Two Tickets to Broadway (režie James V. Kern)
- 1952 Scaramouche (režie George Sidney)
- 1952 Just This Once (režie Don Weis)
- 1952 Fearless Fagan (režie Stanley Donen)
- 1953 Odhalená stopa (režie Anthony Mann)
- 1953 Houdini (režie George Marshall)
- 1953 Confidentially Connie (režie Edward Buzzell)
- 1954 Princ Valiant (režie Henry Hathaway)
- 1954 The Black Shield of Falworth (režie Rudolph Maté)
- 1954 Drsnej polda (režie Roy Rowland)
- 1955 Pete Kelly's Blues (režie Jack Webb)
- 1955 My Sister Eileen (režie Richard Quine)
- 1956 Safari (režie Terence Young)
- 1957 Jet Pilot (režie Josef von Sternberg)
- 1958 Dotek zla (režie Orson Welles)
- 1958 The Perfect Furlough (režie Blake Edwards)
- 1960 Who Was That Lady? (režie George Sidney)
- 1960 Psycho (režie Alfred Hitchcock)
- 1962 Mandžuský kandidát (režie John Frankenheimer)
- 1963 Bye Bye Birdie (režie George Sidney)
- 1963 Wives and Lovers (režie John Rich)
- 1966 Three on a Couch (režie Jerry Lewis)
- 1966 An American Dream (režie Robert Gist)
- 1969 Hello Down There (režie Jack Arnold a Ricou Browning)
- 1972 Noc králíků (režie William F. Claxton)